# 휴글린줄무늬풀밭쥐
휴글린줄무늬풀밭쥐(Lemniscomys zebra)는 쥐과에 속하는 설치류의 일종이다. 베넹과 부르키나 파소, 차드, 콩고민주공화국, 코트디부아르, 감비아, 가나, 기니, 기니비사우, 케냐, 말리, 니제르, 나이지리아, 세네갈, 수단, 탄자니아, 토고, 우간다에서 발견되며, 에티오피아에서도 서식하는 것으로 추정된다. 자연 서식지는 습윤 사바나 지역과 아열대 또는 열대 기후 지역의 습윤 관목 지대와 경작지, 농장 등이다.